# Jean-Baptiste Benoy
Jean-Baptiste Benoy (ur. 13 sierpnia 1926 w Antwerpii, zm. 20 czerwca 1980) – belgijski zapaśnik walczący w obu stylach. Olimpijczyk z Londynu 1948. Zajął czwarte miejsce w stylu klasycznym i jedenaste w stylu wolnym. Startował w kategorii do 79 kg.

## Letnie Igrzyska Olimpijskie 1948
| Konkurencja          | Rundy eliminacyjne | Rundy eliminacyjne   | Rundy eliminacyjne | Rundy eliminacyjne   | Rundy eliminacyjne    | Klas. końcowa |
| Konkurencja          | Przeciwnik I       | Przeciwnik II        | Przeciwnik III     | Przeciwnik IV        | Przeciwnik V          | Miejsce       |
| -------------------- | ------------------ | -------------------- | ------------------ | -------------------- | --------------------- | ------------- |
| 79 kg styl klasyczny | Ernst Kolb (SUI) Z | Stan Bissell (GBR) Z | wolny los Z        | Kaare Larsen (NOR) P | Axel Grönberg (SWE) P | 4.            |

| Konkurencja      | Rundy eliminacyjne  | Rundy eliminacyjne    | Klas. końcowa |
| Konkurencja      | Przeciwnik I        | Przeciwnik II         | Miejsce       |
| ---------------- | ------------------- | --------------------- | ------------- |
| 79 kg styl wolny | Erik Lindén (SWE) P | Paul Dätwyler (SUI) P | 11.           |